# Léopold Sédar Senghor

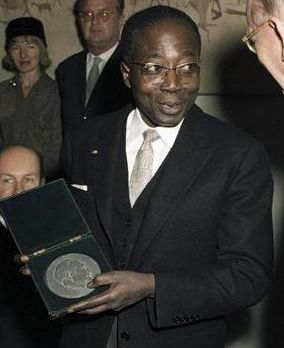
Léopold Sédar Senghor 1961 in Frankfurt am Main

Léopold Sédar Senghor (* 9. Oktober 1906 in Joal, Senegal; † 20. Dezember 2001 in Verson, Frankreich) war ein senegalesischer Dichter und Politiker und von 1960 bis 1980 der erste Präsident des Senegal.

## Leben
Léopold Sédar Senghor war der Sohn eines wohlhabenden Grundbesitzers und Großhändlers aus dem Volk der Serer. Seine römisch-katholische Mutter, eine Fulani, schickte ihn auf eine katholische Missionsschule und ein Seminar, wo er zum Priester ausgebildet werden sollte. Im Alter von 20 Jahren brach er seine Ausbildung ab und legte sein Abitur an einer nichtkonfessionellen Schule in Dakar ab.
1928 ging er zum Studium nach Paris. 1933 gründete er die Vereinigung westafrikanischer Studenten. Er befasste sich eingehend mit europäischer Literatur und erlangte 1935 als erster Afrikaner die Agrégation in klassischer Philologie. Er war mittlerweile französischer Staatsbürger geworden. Als Autor von Gedichten und Aufrufen begründete er mit Aimé Césaire und weiteren afrofranzösischen Intellektuellen die Strömung der Négritude. 1940 geriet er als einfacher Soldat der französischen Armee in deutsche Kriegsgefangenschaft und entging nur knapp seiner Erschießung zusammen mit anderen Soldaten schwarzer Hautfarbe. Als Kriegsgefangener las er u. a. Schriften von Leo Frobenius, was seine Weiterentwicklung des Konzepts der Négritude beeinflussen sollte. Nach der Befreiung arbeitete er zunächst wieder als Gymnasiallehrer, wurde aber noch 1945 als Abgeordneter der SFIO für den neuen Wahlbezirk Senegal-Mauritanie in die Französische Nationalversammlung gewählt. 1946 heiratete er die Tochter des Generalgouverneurs für Französisch-Äquatorialafrika Félix Éboué. 1948 wurde er Mitbegründer des gemäßigt linken Bloc démocratique sénégalais und ab 1951 Staatssekretär. Er blieb eine der wichtigsten politischen Persönlichkeiten der Union française bis zu deren Ende. Senghor war Vorsitzender mehrerer interterritorialer Parteien in Afrika: der Convention Africaine (1957–1958), der Partei des Afrikanischen Verbunds (1958–1959) und der Partei der Afrikanischen Föderation (1959–1960).
1950 schloss Senghor Freundschaft mit dem deutschen Schriftsteller Janheinz Jahn, dessen Publikationen das (westdeutsche) Afrikabild entscheidend änderten und modernisierten.

Léopold Sédar Senghor (1964)

Nach Erlangung der Unabhängigkeit von Frankreich am 20. Juni 1960 und der Auflösung der kurzlebigen Mali-Föderation im August wurde Senghor am 5. September 1960 erster Präsident der Republik Senegal und blieb vier Mal wiedergewählt bis 1980 im Amt. Er war überzeugter Christ in einem überwiegend muslimischen Land und Vertreter des afrikanischen Sozialismus, in dem afrikanische Werte verankert sind; der Mensch stand für ihn im Zentrum.
Im Vorfeld der Auszeichnung mit dem Friedenspreis des Deutschen Buchhandels kam es 1968 in Frankfurt am Main zu öffentlichem Protest. Senghor sei ein „afrikanischer Ideologe des Kolonialismus und Neokolonialismus“. Zuvor war es in Dakar im Mai 1968 zu einem Generalstreik gekommen, in dessen Verlauf Armee und Polizei eingriffen. Der spätere Fraktionsführer der Grünen im Europa-Parlament Daniel Cohn-Bendit wurde nach dieser Demonstration im Schnellverfahren zu acht Monaten Gefängnis auf Bewährung verurteilt, die in der zweiten Instanz auf sechs Monate reduziert wurden.
1974 traf sich im Salzburger Schloss Klessheim auf Einladung des damaligen österreichischen Bundeskanzlers Bruno Kreisky der Club of Rome, um über die Grenzen des weltweiten Wachstums zu beraten. An diesem Treffen nahm auch Senghor teil. Aufgrund seiner internationalen Reputation und vor dem Hintergrund seines Interesses an Rainer Maria Rilke, Georg Trakl und Wolfgang Amadeus Mozart lud der damalige Landeshauptmann von Salzburg Wilfried Haslauer senior ihn im Namen der Landesregierung ein, die Rede zur Eröffnung der Salzburger Festspiele zu halten. Léopold Sédar Senghor nahm diese Einladung an und eröffnete die Salzburger Festspiele 1977 mit einer Rede unter dem Titel „Österreich als Ausdruck der Weltkultur“.
1978 lud Senghor den in Paris angesehenen Bildhauer Arno Breker zu einem Afrika-Besuch ein. Er widmete dem Bildhauer eine Handschrift seines Gedichtes Prayer To Masks. Der Künstler, der einst untrennbar mit dem Nationalsozialismus verbunden war, porträtierte Senghor zum Auftakt eines Afrika-Zyklus.
Am 31. Dezember 1980 trat Senghor zugunsten des Ministerpräsidenten Abdou Diouf vom Amt zurück.
Am 2. Juni 1983 wurde er als erster Afrikaner Mitglied in der Académie française.
Seit 1957 war Senghor mit der Französin Colette Senghor geb. Hubert verheiratet.

## Kritik und Nachleben
Von Kritikern wurde Senghor vorgeworfen, dass er sich kulturell und politisch zu sehr an Europa orientiere und zu wenig versuche, eine eigenständige afrikanische Identität aufzubauen. Zudem habe er ursprünglich sogar versucht, den Senegal stärker an Frankreich zu binden, und als dies unmöglich erschien, suchte er dennoch die Versöhnung mit Frankreich, weil es vor allem in der sozialen Schicht der Sujets Français nach 1927 zu Spannungen gekommen war, welche ihm nicht förderlich erschienen.

## Ehrungen
- 1966: Ehrendoktorwürde der Universität Laval[10]
- 1968: Friedenspreis des Deutschen Buchhandels in Frankfurt am Main[11]
- 1970: Aufnahme in den Nassauischen Hausorden vom Goldenen Löwen durch den luxemburgischen Großherzog Jean[12]
- 1973: Ehrenmitglied der American Academy of Arts and Letters.[13]
- 1975: Ehrensenator der Universität Wien[14]
- 1979: Mugunghwa-Orden der Republik Korea
- 1981: Auszeichnung Schärfste Klinge der Stadt Solingen
- 1982: Ehrendoktorwürde der Universität Salzburg
- 1983: Als erster Afrikaner Mitglied der Académie française[9]
- 1983: Dr.-Leopold-Lucas-Preis
- 1996: Lifetime Award des Grand Prix littéraire de l’Afrique noire für seine Anthologie de la nouvelle poésie negre et malgache de langue française
- 1996: Großkreuz der französischen Ehrenlegion
- Kommandeur des Ordre des Arts et des Lettres
- 1990: Benennung einer neu gegründeten Universität im ägyptischen Alexandria nach ihm
- 1996: Flughafen von Dakar erhielt den Namen Dakar-Yoff-Léopold Sédar Senghor International Airport

## Schriften (Auswahl)
- Liberté I. Négritude et Humanisme. Éditions du Seuil, Paris 1964.
  - dt. Negritude und Humanismus. Diederichs, Düsseldorf 1967.
- Liberté II. Nation et Voie africaine du socialisme. Éditions du Seuil, Paris 1971.
- Liberté III. Négritude et Civilisation de l’universel. Éditions du Seuil, Paris 1977.
- Liberté IV. Socialisme et Planification. Éditions du Seuil, Paris 1983.
- Liberté V. Le Dialogue des cultures. Éditions du Seuil, Paris 1993.
- Tam-Tam schwarz. Heidelberg 1955.
- Botschaft und Anruf. Sämtliche Gedichte, französisch und deutsch. Übersetzt und herausgegeben von Janheinz Jahn, Carl Hanser Verlag, München 1963.
- On African Socialism. New York 1964.
- Über den Wert des Unterrichts in den klassischen Sprachen. Übersetzt von Walther Kraus, hrsg. von der Arbeitsgemeinschaft zur Förderung humanistischer Bildung in Bayern. 1973.
- La Póesie de l'action. Conversation avec Mohamed Aziza. Stock, Paris 1980.
  - Mein Bekenntnis. Essays. Verlag Philipp Reclam jun., Leipzig 1991.
- Bis an die Tore der Nacht. Heiderhoff Verlag, Waldbrunn 1985.
- Œuvres poétiques. Éditions du Seuil, Paris 1990.

## Vertonungen
- Horst Lohse: Laetare Jerusalem (1975) für hohe Stimme, 2 Orgeln (oder Orgel mit 2 Spielern) und Tamtam. Text: aus Éthiopiques (1956): «Laetare Jerusalem et… Je dis bien laetare mon cœur…» (pour orgues et tam-tam au loin). Dauer: ~11’. UA 19. September 1975 Nürnberg (Junge Akademie)
  - Neufassung (1976) für hohe Stimme, gemischten Chor, 2 Orgeln (oder Orgel mit 2 Spielern) und Tamtam. Dauer: ~12’. UA 25. Mai 1987 Bamberg (Noriko Kishida [Sopran], Bamberger Oratorienchor, Karl-Heinz und Gabriele Böhm [Orgel], Klaus Karger [Tamtam], Dirigent: Hermann Dechant)
- Claire Vazart (* 1964): Femme Noire für Sopran und Klavier (= Nr. 1 aus dem Liederzyklus Au Féminin, in dem auch Texte von Paul Éluard, Carole Zalberg (* 1965), Claudine Helft, Georges Sédir und François Cheng vertont sind)
- Akin Euba: Chaka, Opera in Two Chants nach einem Text von Léopold Sédar Senghor für Soli, Yoruba-Sänger, Chor und Orchester (Afrikanische und westliche Instrumente); City of Birmingham Touring Opera, Ltg. Simon Halsey; Veröffentlichung des Music Research Institute, 1999[15]